# ویکتوریا مارس
ویکتوریا مارس (انگلیسی: Victoria B. Mars؛ زادهٔ ۱۹۵۶/۱۹۵۷ (۶۷–۶۸ سال)) اهالی کسب‌وکار، سرمایه‌دار و نیکوکار اهل ایالات متحده آمریکا است. وی پیش‌تر رئیس هیئت مدیره شرکت مارس اینکورپوریتد بود و هم‌اکنون نیز از سهامداران این شرکت می‌باشد.